# NFC zapad
NFC zapad je jedna od četiri divizije NFC konferencije u nacionalnoj ligi američkog nogometa NFL. Članovi divizije su Arizona Cardinalsi, Los Angeles Ramsi, San Francisco 49ersi i Seattle Seahawksi. Divizija postoji u trenutnom obliku od sezone 2002., kada je nakon ulaska u ligu Houston Texansa ukupan broj momčadi porastao na 32, koje su tada raspodijeljene na ukupno osam divizija po četiri momčadi, po četiri divizije u svakoj konferenciji.
Sjedišta momčadi divizije NFC zapad su Tempe, Arizona (Arizona Cardinals), Agoura Hills, Kalifornija (Los Angeles Rams), Santa Clara, Kalifornija (San Francisco 49ers) i Renton, Washington (Seattle Seahawks).

## Pobjednici divizije NFC zapad od 2002. do 2020. godine
| Sezona | Momčad              | Omjer  |
| ------ | ------------------- | ------ |
| 2002.  | San Francisco 49ers | 10-6   |
| 2003.  | St. Louis Rams      | 12-4   |
| 2004.  | Seattle Seahawks    | 9-7    |
| 2005.  | Seattle Seahawks    | 13-3   |
| 2006.  | Seattle Seahawks    | 9-7    |
| 2007.  | Seattle Seahawks    | 10-6   |
| 2008.  | Arizona Cardinals   | 9-7    |
| 2009.  | Arizona Cardinals   | 10-6   |
| 2010.  | Seattle Seahawks    | 7-9    |
| 2011.  | San Francisco 49ers | 13-3   |
| 2012.  | San Francisco 49ers | 11-4-1 |
| 2013.  | Seattle Seahawks    | 13-3   |
| 2014.  | Seattle Seahawks    | 12–4   |
| 2015.  | Arizona Cardinals   | 13-3   |
| 2016.  | Seattle Seahawks    | 10-5-1 |
| 2017.  | Los Angeles Rams    | 11-5   |
| 2018.  | Los Angeles Rams    | 13-3   |
| 2019.  | San Francisco 49ers | 13-3   |
| 2020.  | Seattle Seahawks    | 12–4   |